# Sébastien Tillous-Borde
Tillous-Borde (Oloron-Sainte-Marie, 29 de abril de 1985) es un exjugador y entrenador francés de rugby que se desempeñaba como Medio melé. Actualmente entrena al Union Sportive Montauban del Top 14.

## Carrera

### Como jugador
Tillous-Borde comienza su carrera profesional el 19 de agosto de 2005 cuando entra de reemplazo en un partido que enfrentaba a su equipo el Biarritz Olympique en casa del RC Toulon.
Esa temporada juega un total de 7 partidos ligueros en los que 4 de ellos lo hace en el XV inicial y contribuye a que su equipo gane la liga en una final que les midió al Stade Toulousain con el resultado de 40-13, sin embargo en la Heineken Cup perdieron por 23-19 la final que les enfrentó a Munster, y donde Tillous-Borde no jugó ni un minuto de esta competición.
Tras dos años en Biarritz y ante la falta de oportunidades decide fichar por Castres Olympique en la temporada 2007/08.
En Castres pasa 4 años donde recibe la oportunidad de demostrar su nivel y esto le lleva a fichar en la 2011/2012 por RC Toulon un equipo que está en pleno auge gracias al aporte económico de su presidente Mourad Boudjellal.
Ese mismo año Toulon ya llega a disputar la final en la que pierde ante Stade Toulousain por 18-12, al año siguiente el equipo vuelve a disputar la final y nuevamente la pierde esta vez ante Castres Olympique por el resultado de 16-9, pero consiguen sacarse la espina al proclamarse campeones de la Copa Heineken 2012-2013 al derrotar a ASM Clermont por el resultado de 16-15 en el Aviva Stadium de Dublín.
En los dos años siguientes Tillous-Borde y Toulon siguen recopilando títulos ya que en 2014 se convierten campeones de la Heineken Cup 2014 y Top 14 logrando el doblete y European Rugby Champions Cup 2014-2015 ganando a Saracens y ASM Clermont respectivamente, lo que ha supuesto una auténtica dinastía.

### Como entrenador
En 2021 fichó como entrenador principal del CS Bourgoin-Jallieu, donde estuvo dos temporadas.
Después estaría una temporada en el Rouen Normandie Rugby antes de marcharse en 2024 al Union Sportive Montauban del Rugby Pro D2.
En junio de 2025 consiguió el ascenso con el equipo a la máxima categoría, el Top 14.

## Selección nacional
Hizo su debut con Francia entrando de reemplazo en un partido que les enfrentaba contra Australia el 28 de junio de 2008 en Australia. En dos años jugó un total de 8 partidos con el XV del gallo y desapareció de las convocatorias hasta que en 2014 vuelve al equipo nacional.
En 2015 es seleccionado para formar parte de la selección francesa que participa en la Copa Mundial de Rugby de 2015.

## Palmarés y distinciones notables

### En clubes
Como jugador :
- Top 14: 2005-06 y 2013-14

Subcampeón: 2011-12, 2012-13
- Copa de Campeones Europea de Rugby: 2012-13, 2013-14 y 2014-15
- Seleccionado para jugar con los Barbarians

Como entrenador :
- Rugby Pro D2: 2024-25